# Bodil Begtrup
Bodil Gertrud Begtrup, (født 12. november 1903 i Nyborg , død 12. december 1987 i København), var en dansk cand.polit., kvindesagsforkæmper, FN-delegat og ambassadør. Hun var en foregangskvinde for ligestilling i udenrigstjenesten, idet hun blev Danmarks første kvindelige ambassadør (i 1949 i Island - dengang lød titlen "overordentlig gesandt og befuldmægtiget minister"). Hun var også en af personerne bag FN's menneskerettighedserklæring og spillede en stor rolle i at få kvinders rettigheder skrevet ind i denne. Desuden var hun også Danmarks første kvindelige filmcensor.

## Privatliv
Bodil Gertrud Locher Andreasen blev født i Nyborg som datter af dommerfuldmægtig (senere dommer) Christian Adolph Andreasen (1867-1941) og matematiklærer Carla Sigrid Locher (1876-1938). Lillebroderen Mogens døde som barn. Hendes morfar var skagensmaler Carl Locher. Bodil voksede op i Nibe, og som 14-årig flyttede hun hjemmefra til bekendte i Aalborg, hvor hun siden gik i skole.
Bodil Begtrup giftede sig i 1929 med læge Erik Worm Begtrup, der var søn af højskolemanden Holger Begtrup, der blandt andet grundlagde Frederiksborg Højskole. Erik Begtrup var enkemand og havde fire døtre, som Bodil dermed blev stedmor for. Heriblandt var Birgit Begtrup, der senere fulgte i sin stedmors spor som kvindesagsforkæmper, og Lena Vedel-Petersen, som blev en markant socialrådgiver, blandt andet i Danmarks Radios populære sociale brevkasse "Hvad er min ret, og hvad er min pligt", som Vedel-Petersen startede i 1950. Bodil og Erik Begtrup fik sammen datteren Marianne i 1931, der døde som 10-årig i 1941 af en medfødt hjertefejl. Deres ægteskab blev opløst i 1936. Efter skilsmissen giftede Erik Worm Begtrup sig igen og fik datteren Tine Bryld, der ligesom halvsøsteren Lena Vedel-Petersen blev en markant socialrådgiver.
Bodil Begtrup giftede sig for anden gang i 1948 med gesandt og tidligere kaptajn i ingeniørkorpset Laurits Bolt Bolt-Jørgensen (1882-1967).
Hun døde i 1987 i København og ligger begravet på kirkegården i Skálholt i Island.

## Uddannelse
I 1921 blev Bodil Begtrup matematisk student fra Aalborg Katedralskole som den eneste pige i hele klassen. Hun var da 17 år gammel. Hun begyndte derefter på kunsthistorie-studiet ved Københavns Universitet, inspireret af morfaderen og kunstmaleren Carl Locher, men afbrød studiet efter 1½ år til fordel for det statsvidenskabelige studium for at kunne udfolde sine to interesser, som var henholdsvis socialpolitik og folkeret. Hun fuldførte i 1929 studiet, der gav embedseksamen som cand.polit. Allerede som studerende var hun engageret i kvindesagen og desuden i internationalt studentersamarbejde i foreningen Studenternes Folkeforbunds Union, der var blevet dannet i 1920'erne. Som repræsentant for denne organisation blev hun en slags sekretær for vicepræsidenten for Det internationale kvinderåd (International Council of Women) Henni Forchhammer i Geneve, hvor Forchhammer arbejdede som medlem af den danske delegation til Folkeforbundet. Hermed blev Begtrups dobbelte virke for fredssag og kvindesag, der blev karakteristisk for hele hendes liv, indledt.

## Kvindesag
I 1929 blev Begtrup medlem af styrelsen for Danske Kvinders Nationalråd (i dag Kvinderådet). To år senere blev hun næstformand i organisationen, og 1946-1949 var hun dens formand. Danske Kvinders Nationalråd havde siden omkring 1900 samlet alle betydelige danske kvindeorganisatoner under en fælles paraply, og Begtrup arbejdede som formand for denne paraplyorganisation for at forbedre kvindernes stilling i det danske samfund på mange forskellige måder. Således blev hun medlem af Mødrehjælpens Fællesråd, da Mødrehjælpen i 1939 blev gjort til en offentlig institution. I 1940 blev hun som en naturlig følge heraf formand for den nystiftede ogranisation "vore Smaabørns Beklædning", der supplerede Mødrehjælpens arbejde ved at indsamle tøj til småbørn. Hun var desuden i 1935 medstifter af DKN's udvalg "Vore børns sundhed", der beskæftigede sig med oplysningsarbejde og skabte grundlaget for sundhedsplejerskerne.
| Citat                                                                    | “Det var nogle aktive år. På mange måder var det let at arbejde for kvindesagen dengang. Vi var ikke så outrerede. Vi levede et normalt familieliv, og vi gik i normalt tøj. Mange af os holdt af at være pænt klædt på, og det var vi så. Vi blev ikke rasende, fordi en mand holdt en dør åben for os eller tændte vor cigaret. Det faldt os ikke ind, at vi skulle markere os på disse ydre områder”. | Citat |
| Fortalt til Else Elbæk i anledning af Begstrups 80 års fødselsdag, 1983. | |       |

Begtrup deltog desuden i Danske Kvinders Samfundstjeneste under den anden verdenskrig og i stiftelsen i 1947 af organisationen Danske Husmødres Forbrugerråd, der siden skiftede navn til Forbrugerrådet og endnu senere til Forbrugerrådet Tænk. Udover at være initiativtager hertil blev Begtrup forbrugerrådets formand i to år.
Ved slutningen af anden Verdenskrig i 1945 etablerede de fire kvindeforeninger Danske Kvinders Nationalråd, Kvindeligt Arbejderforbund, Danske Kvinders Beredskab og Danske Kvinders Samfundstjeneste sammen den danske afdeling af den internationale organisation Red Barnet, hvilket skete på opfordring af afdelingschef i Socialministeriet Hans Henrik Koch. Red Barnet sendte på det tidspunkt forsyninger til børn over hele Europa, og Begtrup tog sig personligt af at bidrage til forsyningsforsendelserne til Ungarn.

## Arbejde i Folkeforbundet og FN
I 1938 overtog Begtrup Henni Forchhammers plads i den danske delegation til Folkeforbundet, forløberen for nutidens FN. Denne post beholdt hun indtil udbruddet af Anden Verdenskrig. Efter krigen vendte hun i 1946 tilbage som rådgivende medlem af den danske delegation der deltog i opbygningen af det i 1945 nydannede FN.
I kraft af sit formandskab for Danske Kvinders Nationalråd og sine erfaringer som studenterpolitisk aktiv i Folkeforbundet blev Bestrup de danske kvinders repræsentant i den danske delegation til FN, og hun deltog i det følgende tiår i næsten alle FN's samlinger. Hun blev placeret som formand for en forberedende underkommission, der udarbejdede strategi for hvordan FN ville arbejde med kvinders og mænds ligestilling. Bodil Begtrup fik som formand hævet denne underkommission til en kommission i eget ret på lige fod med andre kommissioner. Navnet blev Commission on the Status of Women, på dansk FN’s Kvindekommission.
Kvindekommissionen blev underordnet FN’s Menneskerettighedskommission, og Begtrup blev fra starten valgt til dens formand. Som sådan præsenterede hun en rapport for både Menneskerettighedskommissionen og FN's Økonomiske og Sociale Råd. Rapporten foreslog retningslinjer for den praktiske udmøntning af kvinders rettigheder, som med tiden førte til oprettelsen af Sekretariatet for Kvinders Rettigheder. Hun var også forfatter til en resolution med krav om, at medlemslandene skal træffe foranstaltninger for at sikre, at kvinder får samme politiske rettigheder som mænd, som blev fremlagt af den danske FN-delegation og derpå vedtaget. Hun forsøgte også at få vedtaget en resolution, som sagde, at en stat ikke kunne optages i FN, medmindre mænd og kvinder havde lige politiske rettigheder, men den blev ikke vedtaget.
I 1948 havde hun under FN's generalforsamling i Paris næstformandskabet i den komité, der udarbejdede menneskerettighedserklæringen, som blev vedtaget det følgende år med Eleanor Roosevelt i spidsen. Her fik Bodil Begtrup gennemført en sproglig ændring gennem hele deklarationen fra "equal rights of men" til "equal rights of men and woman".
| Citat                                                                               | Jeg havde fået papirerne, og var noget rystet over, hvad jeg havde indladt mig på. Alverdens kvinder – et sådant ansvar! | Citat |
| Bodil Begtrup om arbejdet med kvinders rettigheder i menneskerettighedserklæringen. | |       |

Hun repræsenterede kvinderne i sit arbejde til og med 1952, og gennem DKN arbejdede hun for at holde danske kvinder orienteret om arbejdet i FN.
Det var i arbejdet med dette, at Bodil Begtrup fik øje for problemet i, at grønlandske kvinder fortsat ikke havde stemmeret. Hun gjorde personligt Danmarks statsminister Hans Hedtoft opmærksom herpå, hvad der førte til, at grønlandske kvinder i 1948 opnåede valgret og valgbarhed.

## Ambassadør
I 1949 blev Bodil Begtrup udnævnt som "overordentlig gesandt og befuldmægtiget minister" for Danmark i Reykjavik og dermed Island. I 1955 fik hun titlen som ambassadør sammesteds. Udnævnelsen til gesandt og siden ambassadør, hvor Begtrup i begge tilfælde blev den første danske kvinde med denne titel, havde i samtiden omtrent den samme symbolske betydning som indvielsen af de første kvindelige danske præster, der fandt sted i de samme år. Udnævnelsen som gesandt var også usædvanlig, fordi Begtrup var “uden for karriere”, dvs. udenfor det normale karrieresystem i Udenrigsministeriet. Det var hendes ægtemand Laurits Bolt-Jørgensen, der først havde fået tilbudt stillingen i Island. Han havde imidlertid kun tre år tilbage til sin pension og foreslog derfor i stedet Bodil til posten. Forholdet mellem Island og Danmark var følsomt i tiden efter krigen og Islands ophævelse af personalunionen med Danmark, og en af Begtrups vigtigste opgaver var at medvirke til at skabe et ligeværdigt forhold mellem de to lande, en opgave, som hun påtog sig med stor kreativitet og indlevelse i islandske forhold.
Efter hjemkomsten fra Island var Bodil Begtrup fra 1956 til 1959 Danmarks faste repræsentant ved Europarådet i Strasbourg, samtidig med at hun var kontorchef i Udenrigsministeriet. Derefter påtog hun sig igen ambassadørhvervet; hvor hun fra 1959-1968 var ambassadør i Schweiz og fra 1959-1960 var hun ligeledes ambassadør i Østrig. og i 1968-1973 i Lissabon i Portugal. Begtrup fik i øvrigt sin første kvindelige kollega blandt Danmarks ambassadører i 1967, hvor Nonny Wright blev udnævnt til dansk ambassadør i Ghana.
Efter sin fratrædelse fra en lang karriere i Danmarks tjeneste uden for landets grænser deltog Begtrup i planlægningen af FN's senere Verdenskvindekonferencer i 1975 (Mexico City), 1980 (København) og 1985 (Nairobi).

## Filmcensor
Danske Kvinders Nationalråd havde i en årrække som mærkesag, at en af de tre danske officielt udpegede filmcensorer skulle være en kvinde. Organisationens ønske blev imødekommet i 1939, hvor Begtrup blev den første kvindelige filmcensor, et hverv, som hun varetog indtil 1948. Begtrup mente, at arbejdet som filmcensor havde stor socialpædagogisk betydning, især med hensyn til den påvirkning, filmmediet kunne have på børn. I 1947 udgav hun bogen Børn og Film om emnet. Arbejdet var samtidig Begtrups første egentlige lønnede arbejde.

## Forfatterskab
Udover den tidligere nævnte bog Børn og Film fra 1947 om filmmediets betydning for børn udsendte Begtrup i 1986 sine erindringer under titlen Kvinde i et verdenssamfund. Hun har desuden skrevet om sin skoletid s. 26-37 i antologien "Min skoletid", der blev udgivet af Aage Heinberg i 1954, og som dannebrogsridder sin levnedsberetning til Ordenskapitlet.

## Hæder
Begtrup blev udnævnt til æresdoktor på Smith College i Massachusetts i USA i 1949. Hun blev udnævnt til ridder af Dannebrogordenen i 1951 som en del af en gruppe kvinder, der for første gang fik tildelt denne orden. I 1955 blev hun ridder af 1. grad, i 1962 kommandør og 1973 kommandør af 1. grad af Dannebrogordenen.
Begtrup er også modtager af flere udenlandske ordner, herunder Den islandske Falk i 1949, der var blevet indstiftet i 1921 af Christian 10. af Danmark.
På Bodil Begtrups 80-års fødselsdag i 1983 udgav Danske Kvinders Nationalråd et festskrift til hende som en særudgave af DKN-Nyt nr. 97. Festudskriftet indeholdt blandt andet bidrag fra Nobelpristageren Alva Myrdal, Islands præsident Vigdis Finnbogadottir, udenrigsminister Uffe Ellemann-Jensen og landsretssagfører Hermod Lannung samt et gruk af digteren Piet Hein tilegnet Begtrup.
I maj 2022 udsendte PostNord et frimærke med Bodil Begtrups portræt med en pålydende værdi af 12 kr. Det skete som del af frimærkeserien "Markante kvinder", hvor i alt 10 kvinder blev hædret med hver sit frimærke. En anden af kvinderne var socialrådgiveren Tine Bryld (født Begtrup), datter af Bodil Begtrups første mand Erik Begtrup. De øvrige otte kvinder i serien var Danmarks første kvindelige student og læge Nielsine Nielsen, billedhuggeren Anne Marie Carl Nielsen, konditor Karen Volf, verdens første kvindelige minister Nina Bang, rytteren Lis Hartel, seismolog Inge Lehmann, digteren Inger Christensen og sangeren Natasja Saad.

### Bodil Begtrup-prisen
Kvinderådet gav i 2003 Bodil Begtrup-prisen til journalist Ulrikke Moustgaard. Moustgaard fik prisen på 6.000 kr. for sit journalistiske arbejde om kvindehandel i en række artikler i Dagbladet Information og i bogen “Kroppe uden grænser” skrevet sammen med kollegaen Henrik Bruun. Prisen blev uddelt ved en konference, som Kvinderådet arrangerede sammen med Dansk Journalistforbund.

### Bodil Begtrups Plads
Begtrup fik 12/11 2023, på 120 årsdagen for sin fødsel, en plads opkaldt efter sig i hjembyen Nyborg.